# コラール・ロアンヌ・バスケット
コラール・ロアンヌ・バスケット（Chorale Roanne Basket）は、フランス・ロワール県ロアンヌのプロバスケットボールチームである。2025-2026シーズンはLNBプロBに所属している。

## 概略
1937年創設。ホームアリーナはHalle André Vacheresse。2007-08シーズンに2度目のLNBプロA優勝を果たしたが、翌シーズン以降成績が上向かず、2013-14シーズンに降格したが、2018-2019シーズンのLNBプロBで優勝し、LNBプロAへ復帰を果たしている。2023-2024シーズンのLNBプロAでは、18チーム中17位という成績でLNBプロB(2部)降格となった。

## 主な獲得タイトル
LNBプロA
- 優勝：2回（1958–59, 2006–07）

## 歴代所属選手
- マルク・アントワーヌ・ペリン (2004-2010)
- ダミエン・イングリス (2013-2014)
- グエルション・ヤブセレ （2013-2015）
- トマ・ヴィル (2013-2021)
- クレマン・キャバロ (2016-2022)
- シルヴァン・フランシスコ (2020-2021)
- シャビエル・フォルカーダ (2019-2020)
- ジョン・ホランド (2011-2012)
- テリー・ストッツ （1988-1989）
- リッキー・デイビス （2011）
- スティーブン・グレイ (2012-2013)
- マーキース・リード (2019-2020)
- ブライス・ジョンソン （2020)
- ジャメル・アーティス (2020-2021)
- ジャスティン・ライト・フォアマン (2021)
- ロナルド・マーチ (2020-2023)
- エケネ・イベクウェ (2021-2022)
- ニュニ・オモット (2023-2024)

## 歴代ヘッドコーチ
- ルカ・パヴィチェヴィッチ （2011-2014）